# Reynold Scott
Reynold „Rey“ Scott (* 22. März 1944 in Charleston, South Carolina; † 23. Juni 2018 in Winter Park, Colorado) war ein US-amerikanischer Jazzmusiker (Baritonsaxophon, Flöte, Komposition) und Hochschullehrer.

## Leben und Wirken
Scott hatte ersten Musikunterricht von seinem Vater, einem Musiklehrer. Im Jugendalter zog er mit seiner Familie nach Buffalo; dort spielte er auf der Highschool Querflöte. Als seine Schule ein Baritonsaxophon erhielt (das dann sein Mitschüler Grover Washington Jr. bekam), entschied er sich, Saxophon zu lernen. Er studierte Musik am Morgan State College in Maryland. Zunächst Musiklehrer betätigte er sich ab 1972 als professioneller Musiker in New York City. Außerdem erwarb er einen Master-Abschluss in Musikpädagogik am Lehman College der City University of New York in der Bronx und studierte dort Komposition bei John Corigliano. Er spielte unter anderem mit dem MUSE Quartett, Lionel Hampton und Tito Puente. Erste Aufnahmen entstanden 1973 mit der Bigband des Saxophonisten Milton Marsh (We Are not Separate from Spirit, We Are in It).  In dieser Zeit nahm er auch sein erstes Album Timbre Tambre auf, begleitet u. a. von Joe Ford, Greg Millar und Gerry Eastman. Insgesamt veröffentlichte er drei Alben mit eigenen Werken wie „Peanut Butter Turf“, „Grandma and Pa Scott“ und „Chili-Willi and Ms. Bing-Bong“. In den folgenden Jahren wirkte er bei Aufnahmen von Pat Patrick & The Baritone Saxophone Retinue (Somd Advice), dem Contemporary Composers’ Orchestra, John Bacon Jr. & Multi Jazz Dimensions und 1989 mit dem Sun Ra Arkestra, zu hören auf Purple Night und Somewhere Else. Im Bereich des Jazz war er laut Tom Lord zwischen 1973 und 2003 an 14 Aufnahmesessions beteiligt, zuletzt mit dem Sun Ra Arkestra unter Leitung von Marshall Allen (Music for the 21St Century), mit dem er weltweit auf Tournee war.
Scott schrieb Werke für Jazzorchester, die in der Carnegie Hall, der Avery Fisher Hall und der Alice Tully Hall aufgeführt wurden. Weiterhin komponierte er „Ode to the Niagara Movement“ für die 90. Jahreskonferenz der Civil Rights Group und „Ode to the Buffalo River“ für die Erie Canal Initiative of Western New York.
Scott war Professor an der State University of New York at Buffalo. Er war daneben Dozent am Department of African American Studies am College of Arts and Science. Er hielt Kurse wie „Introduction to African American Music“ und „Evolution of Spiritual and Gospel Music“.

## Diskographische Hinweise
- Rey Scott & Co.: America’s Music (Planetary Lights, 1996)